# Wypadek kolejowy pod Bad Aibling
Wypadek kolejowy pod Bad Aibling – czołowe zderzenie dwóch pociągów, do którego doszło 9 lutego 2016 o godz. 6:48 na jednotorowej linii kolejowej Holzkirchen – Rosenheim (Mangfalltalbahn), między miejscowościami Bad Aibling i Kolbermoor. Podczas kolizji zderzyły się czołowo dwa regionalne pociągi pasażerskie – zespoły trakcyjne Stadler FLIRT prywatnego przewoźnika «Bayerische Oberlandbahn» (BOB).
Wypadek zdarzył się w trudno dostępnym zadrzewionym terenie nad rzeką Mangfall, w pobliżu oczyszczalni ścieków w Bad Aibling.
Początkowo doniesienia mówiły o co najmniej 2, a potem o 4 zabitych. W ciągu dnia liczba ofiar rosła (wśród nich wymieniano jednego z maszynistów). Nazajutrz po wypadku media poinformowały o 11 ofiarach śmiertelnych. W akcji ratunkowej użyto śmigłowców.
Zazwyczaj pociągi te pełne są uczniów jadących do szkół, ale ze względu na trwające w dniu wypadku ferie szkolne liczba pasażerów była mniejsza.
12 kwietnia 2016 prokuratura w Traunstein poinformowała, że dyżurny ruchu, który spowodował wypadek, był zdekoncentrowany, gdyż grał na telefonie komórkowym. Pracownik najpierw błędnie zezwolił na ruch pociągów z przeciwnych kierunków po jednym torze, a po zauważeniu tej sytuacji wysłał dwa sygnały ostrzegawcze pod niewłaściwy adres.
5 grudnia 2016 sąd w Traunstein skazał dyżurnego na 3,5 roku pozbawienia wolności. W czasie śledztwa wykazano, że mimo zakazu grywał regularnie na prywatnym telefonie komórkowym, a w feralnym dniu grał w „Dungeon Hunter 5”. Na stosunkowo łagodny wymiar kary wpłynął dotychczasowy nienaganny przebieg pracy oraz przyznanie się do winy. Ponadto wykazano, że zignorowane zostały przepisy z 1984 roku nakazujące modernizację przestarzałego systemu sygnalizacji.

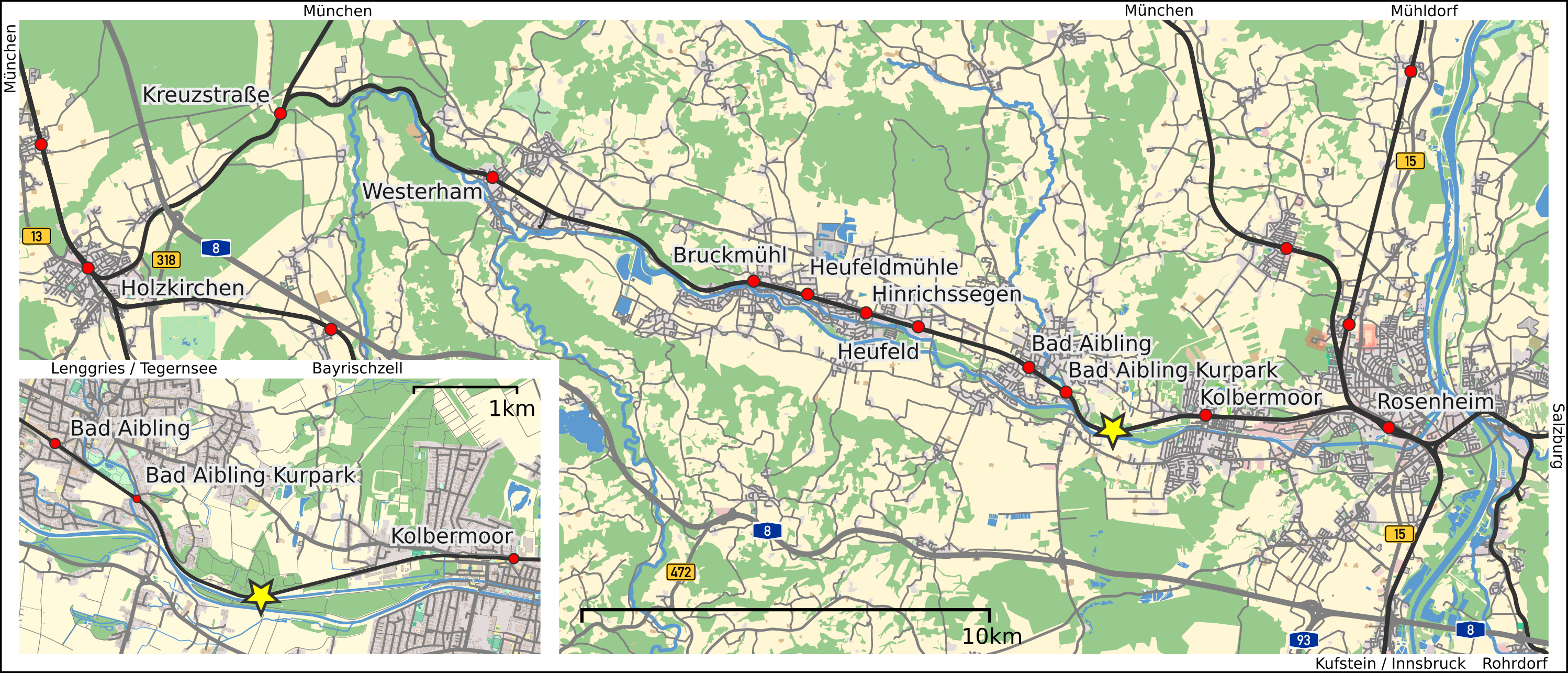
Miejsce wypadku